# 9386 Хітомі
9386 Хітомі (9386 Hitomi) — астероїд головного поясу, відкритий 5 грудня 1993 року.
Тіссеранів параметр щодо Юпітера — 3,155.